# Blombos-Höhle

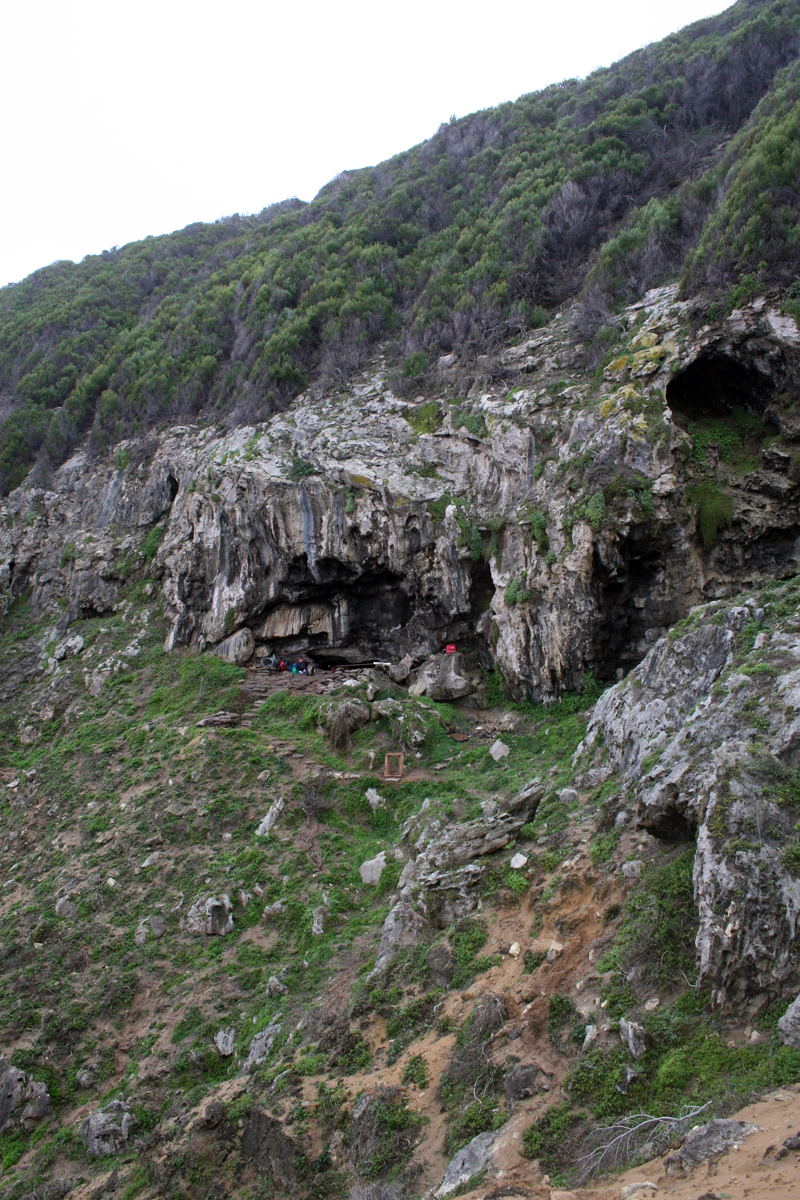
Blick auf den Höhleneingang

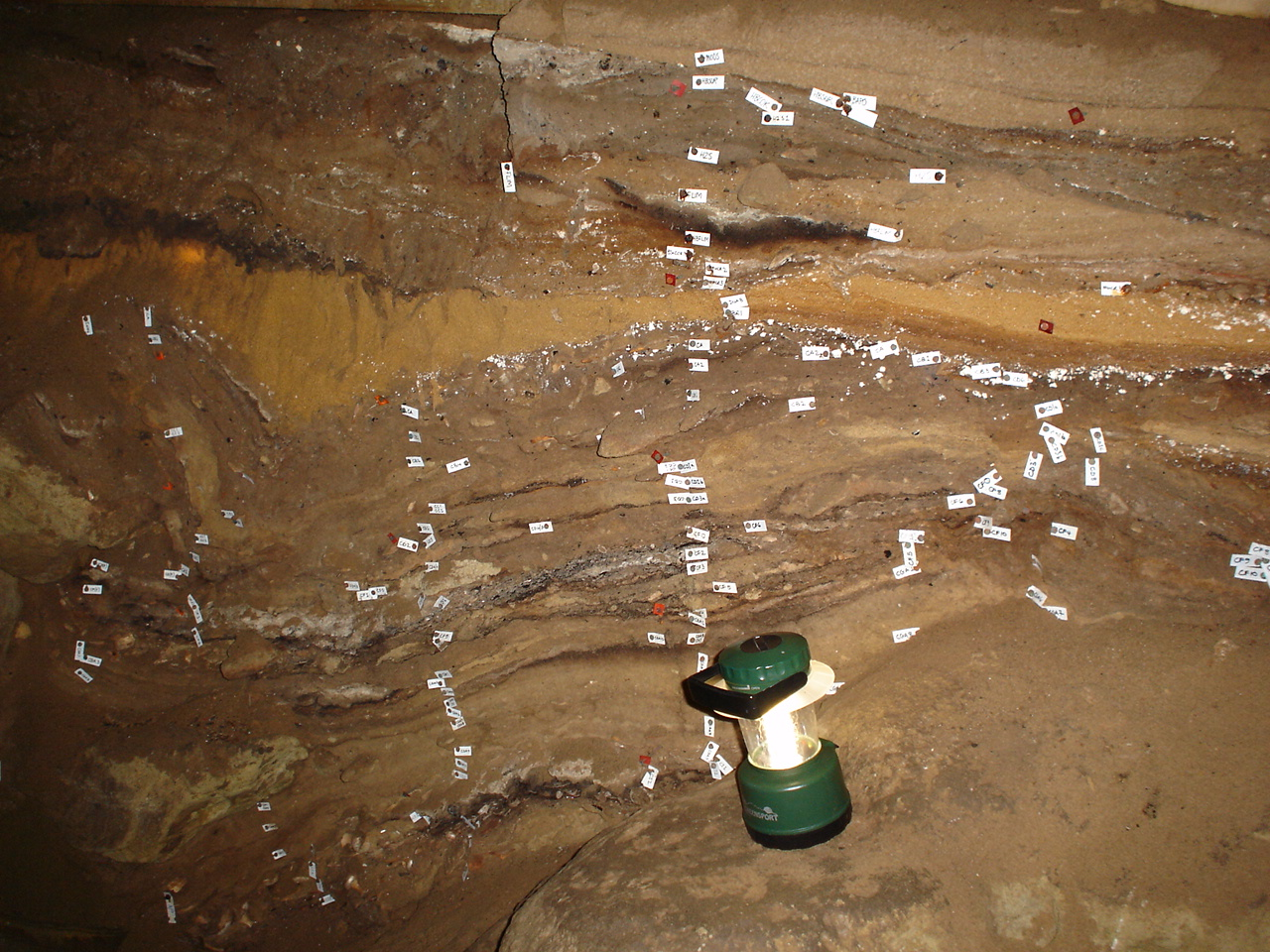
Ablagerungsschichten in der Höhle

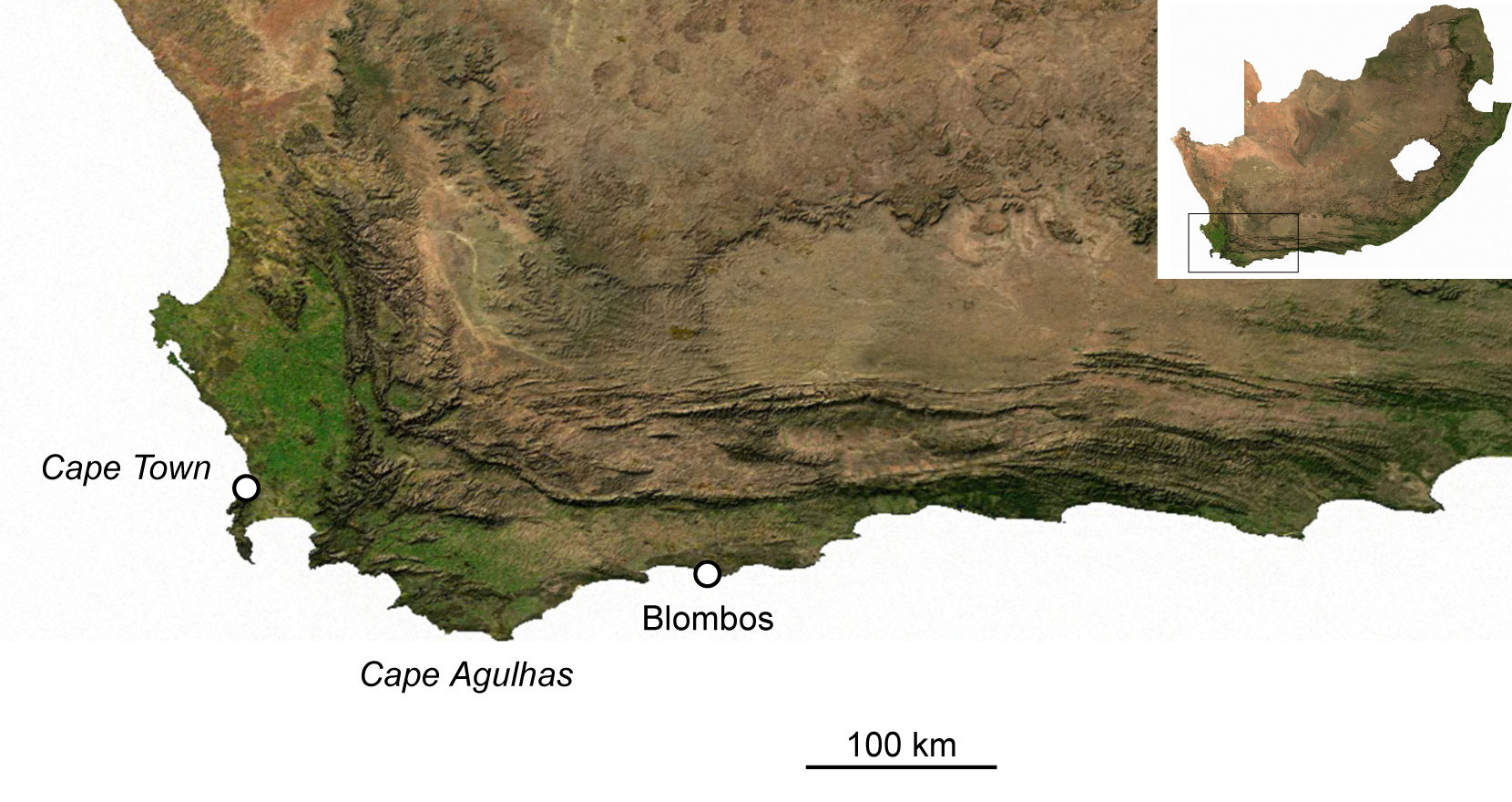
Lage der Blombos-Höhle an der Südspitze Afrikas

Die Blombos-Höhle ist eine seit 1991 wissenschaftlich erforschte archäologische und paläoanthropologische Fundstätte in Südafrika, östlich von Kap Agulhas, die für mehrere Rekorde im Zusammenhang mit der Geschichte des anatomisch modernen Menschen (Homo sapiens) steht und Südafrika seit der Jahrtausendwende ins Zentrum der archäologisch-kunstkritischen Diskussion rückte: In ihr wurden hunderte Ocker-Stücke sowie hunderte Steinwerkzeuge gefunden.

## Lage und Datierung
Die Höhle liegt, wenige hundert Meter von der heutigen Küstenlinie entfernt, 34,5 Meter über dem Meeresspiegel. Im Übergang vom Pliozän zum Pleistozän lag sie auf Meereshöhe und wurde von den Wellen ausgewaschen. Mit Hilfe der Thermolumineszenzdatierung wurden die mehr als 20 unterscheidbaren Fundhorizonte der Höhle in drei Stufen eingeteilt: rund 75.000 bis 70.000 Jahre vor heute (M1-Phase genannt), rund 90.000 bis 75.000 Jahre vor heute (M2-Phase), rund 140.000 und 90.000 vor heute. (M3-Phase). Es wechselten sich Perioden der Besiedelung der Höhle mit unbewohnten Perioden ab.
Das Gelände im Umkreis der Höhle hatte der Großvater von Christopher Henshilwood 1961 erworben, um dort dem Angelsport nachgehen zu können. Henshilwood hatte dort als Jugendlicher wiederholt Ferien gemacht und dabei Steinwerkzeuge aufgesammelt.

## Archäologische Funde
Zwei in der Blombos-Höhle gefundene, geritzte Ockerstücke sind mit einem Alter von rund 77.000 Jahren deutlich älter als alle bis zu dieser Entdeckung bekannten Kunstwerke des Middle Stone Age und damit – den Autoren der 2002 publizierten Studie um Christopher Henshilwood zufolge – die ältesten bekannten Kunstwerke der Menschheit überhaupt. Es handelt sich um X-förmige Einkerbungen, die von drei horizontalen Linien durchzogen werden. 2008 wurde über den Fund von 13 weiteren Ockerstücken berichtet, die möglicherweise noch älter sind. Rund 73.000 Jahre alt sind sich teils kreuzende Linien aus rotem Ocker, die auf ein kleines Silcrete-Bruchstück gemalt wurden.
Eine große Anzahl durchbohrter und mit Rötel eingefärbte Schneckenhäuser, die 2005 bekannt wurde, stammt aus einer rund 75.000 Jahre alten Fundschicht.
2011 wurden erneut Belege zum Umgang mit Ocker in der Blombos-Höhle veröffentlicht, diesmal datiert in die Zeit vor rund 100.000 Jahren. In zwei Abalone-Schalen waren Reste von ockerhaltiger Farbe entdeckt worden, weswegen die beiden Muschelschalen als „Vorratsbehältnis“ für diese Farbe interpretiert wurden. Ferner wurden im gleichen Fundhorizont Steine entdeckt, die zum Abreiben von Ockerstaub benutzt worden waren sowie feine längliche Knochenstücke mit Farbanhaftungen, die vermutlich dem Anrühren der Farbe gedient hatten.
2010 wurde eine von Forschern der Witwatersrand-Universität im südafrikanischen Johannesburg und der University of Colorado at Boulder (USA) durchgeführte Studie aus dem Gebiet der experimentellen Archäologie publiziert. In dieser war nachvollzogen worden, dass die Technik des „pressure flaking“, bei der die Kanten der zur Werkzeugproduktion benutzten Steine mit Druck kontrolliert bearbeitet werden, bereits vor 75.000 Jahren – im Middle Stone Age – den Vertretern der Still Bay Industry bekannt war; bis dahin hatten die Archäologen hierfür nur rund 20.000 Jahre alte Belege.
Bereits zwischen 1992 und 2000 waren in der Höhle 28 Knochenwerkzeuge geborgen worden, deren Alter auf rund 70.000 Jahre datiert wurde. Zwischen 1997 und 2000 wurden zudem neun einzelne Zähne entdeckt.

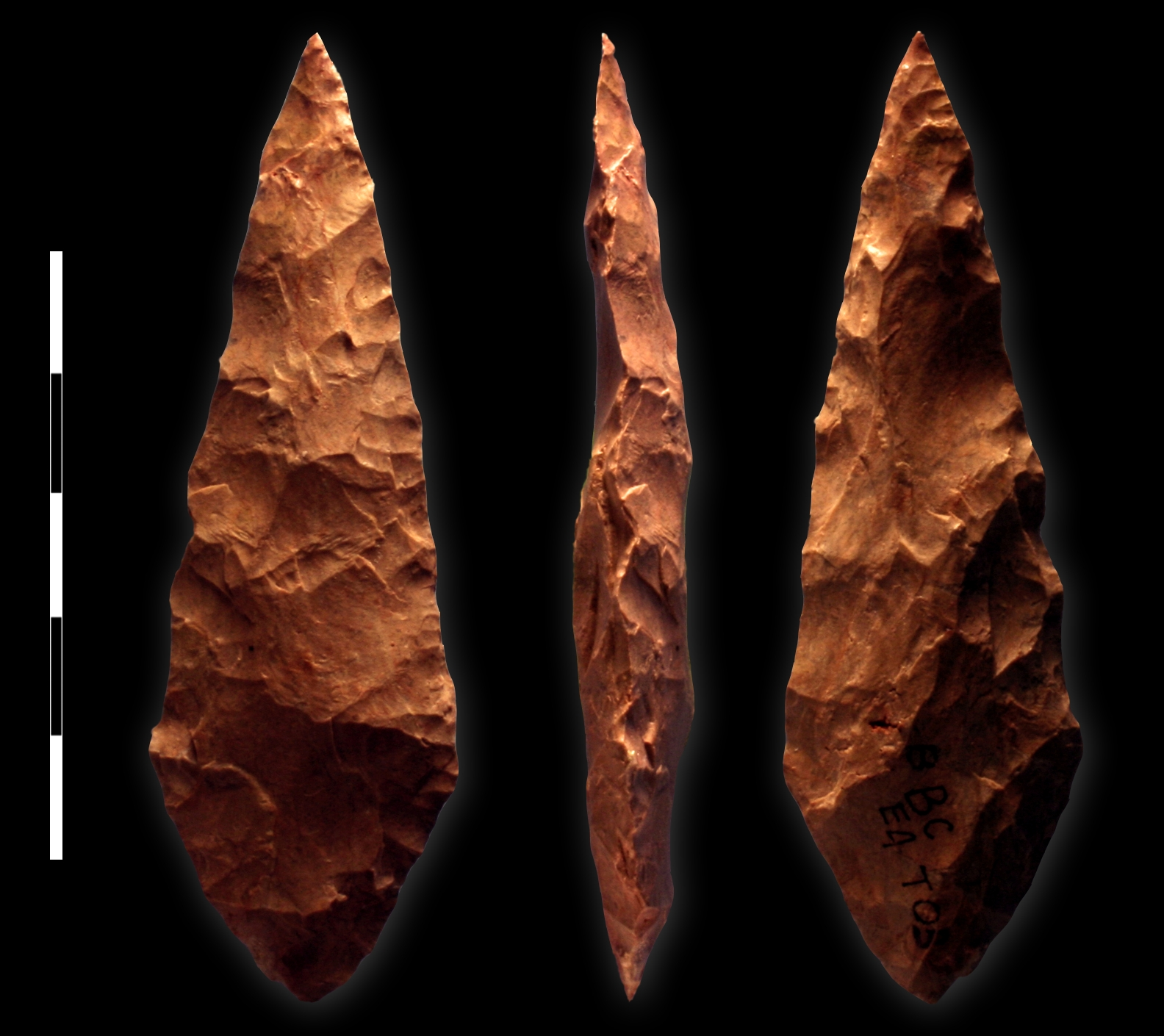
75.000 Jahre alt: beidseitig und per Druck kontrolliert bearbeitete Silcrete-Pfeilspitze
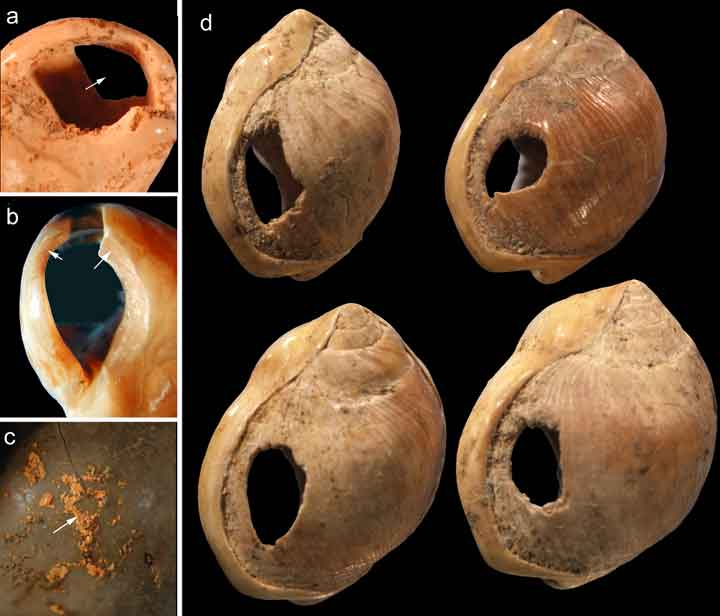
75.000 Jahre alt: durchbohrte Gehäuse von Meeresschnecken

## Belege
1. 1 2  Christopher S. Henshilwood et al.: A 100,000-Year-Old Ochre-Processing Workshop at Blombos Cave, South Africa. In: Science. Band 334, Nr. 6053, 2011, S. 219–222, doi:10.1126/science.1211535
2. ↑  Jeff Tollefson: Cultural roots. In: Nature. Band 482, 2012, S. 290–292, doi:10.1038/482290a, Volltext.
3. ↑  Christopher S. Henshilwood et al.: Emergence of Modern Human Behavior: Middle Stone Age Engravings from South Africa. In: Science. Band 295, 2002, S. 1278–1280, doi:10.1126/science.1067575.
Steinzeitkünstler ritzte rätselhafte Zeichen. Auf: spiegel.de vom 11. Januar 2002 (mit Abbildungen eines geritzten Ockerstücks).
4. ↑  Christopher S. Henshilwood et al.: Engraved ochres from the Middle Stone Age levels at Blombos Cave, South Africa. In: Journal of Human Evolution. Band 57, Nr. 1, 2009, S. 27–47, doi:10.1016/j.jhevol.2009.01.005.
Michael Balter: Early Start for Human Art? Ochre May Revise Timeline. In: Science. Band 323, Nr. 5914, 2009, S. 569, doi:10.1126/science.323.5914.569.
5. ↑  Christopher S. Henshilwood, Francesco d’Errico, Karen L. van Niekerk, Laure Dayet, Alain Queffelec und Luca Pollarolo: An abstract drawing from the 73,000-year-old levels at Blombos Cave, South Africa. In: Nature. Band 562, 2018, S. 115–118, doi:10.1038/s41586-018-0514-3.
 World’s oldest drawing is Stone Age crayon doodle. Auf: nature.com vom 12. September 2018 (mit einer animierten Abbildung des Fundes).
6. ↑  Francesco d’Errico et al.: Nassarius kraussianus shell beads from Blombos Cave: evidence for symbolic behaviour in the Middle Stone Age. In: Journal of Human Evolution. Band 48, Nr. 1, 2005, S. 3–24, doi:10.1016/j.jhevol.2004.09.002, Volltext (PDF; 1,6 MB).
7. ↑  Vincent Mourre et al.: Early Use of Pressure Flaking on Lithic Artifacts at Blombos Cave, South Africa. In: Science. Band 330, Nr. 6004, 2010, S. 659–662, doi:10.1126/science.1195550.
Die scharfen Tricks der Steinzeitmenschen. Auf: welt.de vom 28. Oktober 2010.
8. ↑  Christopher S.Henshilwood et al.: An early bone tool industry from the Middle Stone Age at Blombos Cave, South Africa: implications for the origins of modern human behaviour, symbolism and language. In: Journal of Human Evolution. Band 41, Nr. 6, 2001, S. 631–678, doi:10.1006/jhev.2001.0515.
9. ↑  Frederick E. Grine, Christopher S. Henshilwood und Judith C. Sealy: Human remains from Blombos Cave, South Africa: (1997–1998 excavations). In: Journal of Human Evolution. Band 38, Nr. 6, 2000, S. 755–765, doi:10.1006/jhev.1999.0379.
10. ↑  Frederick E. Grine und Christopher S. Henshilwood: Additional human remains from Blombos Cave, South Africa: (1999–2000 excavations). In: Journal of Human Evolution. Band 42, Nr. 3, 2002, S. 293–302, doi:10.1006/jhev.2001.0525.

Koordinaten: 34° 24′ 50,8″ S, 21° 13′ 3,7″ O